# Hafnium(IV)-sulfid
Hafnium(IV)-sulfid, HfS2, ist eine anorganische Verbindung des Hafniums aus der Gruppe der Sulfide.

## Gewinnung und Darstellung
Hafnium(IV)-sulfid kann aus der Reaktion von Hafnium(IV)-oxid und Kohlenstoffdisulfid bei 1300–1400 °C hergestellt werden.
{\displaystyle {\ce {HfO2 + CS2 -> HfS2 + CO2}}}

## Eigenschaften
Das Salz ist ein lila-braunes Pulver mit schwefligem Geruch. Es kristallisiert in einem hexagonalem Kristallsystem.